# Desulfosporosinus
Desulfosporosinus è un genere di batterio appartenente alla famiglia delle Peptococcaceae.